# Yahmur
Yahmur (tiếng Ả Rập: يحمور; cũng đánh vần là Yahmour) là một ngôi làng ở phía tây bắc Syria, một phần hành chính của Tỉnh Tartus. Nó nằm dọc theo con đường giữa Safita ở phía đông và Tartus ở phía tây. Theo Cục Thống kê Trung ương Syria (CBS), Yahmur có dân số 3.722 trong cuộc điều tra dân số năm 2004. Cư dân của nó chủ yếu là Alawites. Gần đó là Chastel Rouge (Qal'at Yahmur), một lâu đài thời Thập tự chinh.